# Fotsiforia sundrica
Fotsiforia sundrica är en stekelart som beskrevs av Jonathan 1980. Fotsiforia sundrica ingår i släktet Fotsiforia och familjen brokparasitsteklar. Inga underarter finns listade i Catalogue of Life.